# Rachispoda digitata
Rachispoda digitata är en tvåvingeart som beskrevs av Wheeler 1995. Rachispoda digitata ingår i släktet Rachispoda och familjen hoppflugor. Inga underarter finns listade i Catalogue of Life.